# 黃克修
黃克修（14世紀—15世紀），字敬夫，湖廣郴州直隸州宜章縣人，明朝政治人物。

## 生平
黃克修是洪武二十九年（1396年）的舉人，永樂二年（1404年）成進士，獲授儋州同知，為政潔己愛民，後陞任陝西提學僉事，死後入祀鄉賢祠。

## 引用
1. 1 2  民國《宜章縣志·卷十八·人物志》：黃克修，字敬夫，永樂甲申進士，任四川雅州同知，潔己愛民，官至陝西提學僉事，祀鄉賢。 《湖南通志》
2. ↑  民國《宜章縣志·卷二十·選舉志》：進士……黃克修 明永樂二年甲申科曾棨榜，官陝西提學，湖廣志列洪武甲戌科……舉人……黃克修 洪武二十九年丙子科，省志作癸酉科，見進士
3. ↑  嘉慶《湖南通志·卷一百三十八·人物十四》：黃克修，字敬夫，宜章人，永樂甲申進士，授雅州同知，潔己愛民，累擢陝西提學僉事。 舊志